# إسبيرانزا ترسيرو
إسبيرانزا ترسيرو (بالإسبانية: Esperanza Tercero)‏ مواليد 27 أكتوبر 1963، هي لاعبة كرة يد إسبانية سابقة. مثلت منتخب إسبانيا لكرة اليد للسيدات. شاركت في دورة الألعاب الأولمبية الصيفية سنة 1992.

## روابط خارجية
- إسبيرانزا ترسيرو على موقع أوليمبيديا (الإنجليزية)